# Fulcharius van Luik
Fulcharius (? - 769) was bisschop van Luik van 737 tot 769.
Hij heeft het bezit van zijn bisdom zeer vermeerderd. 
In zijn tijd werd het bisdom door paus Zacharias weggehaald bij het aartsbisdom Trier en eerst onder het aartsbisdom Mainz en kort daarna onder het aartsbisdom Keulen geplaatst. 